# Roger Pratt (arquiteto)
Roger Pratt (1620-1684) foi um cavaleiro-arquiteto inglês do século XVII. Durante o Grande Incêndio de Londres, Pratt era um dos três comissários designado pelo rei Carlos II de Inglaterra para supervisionar a reconstrução da cidade. Os outros comissários eram Hugh May e Christopher Wren.

## Obras

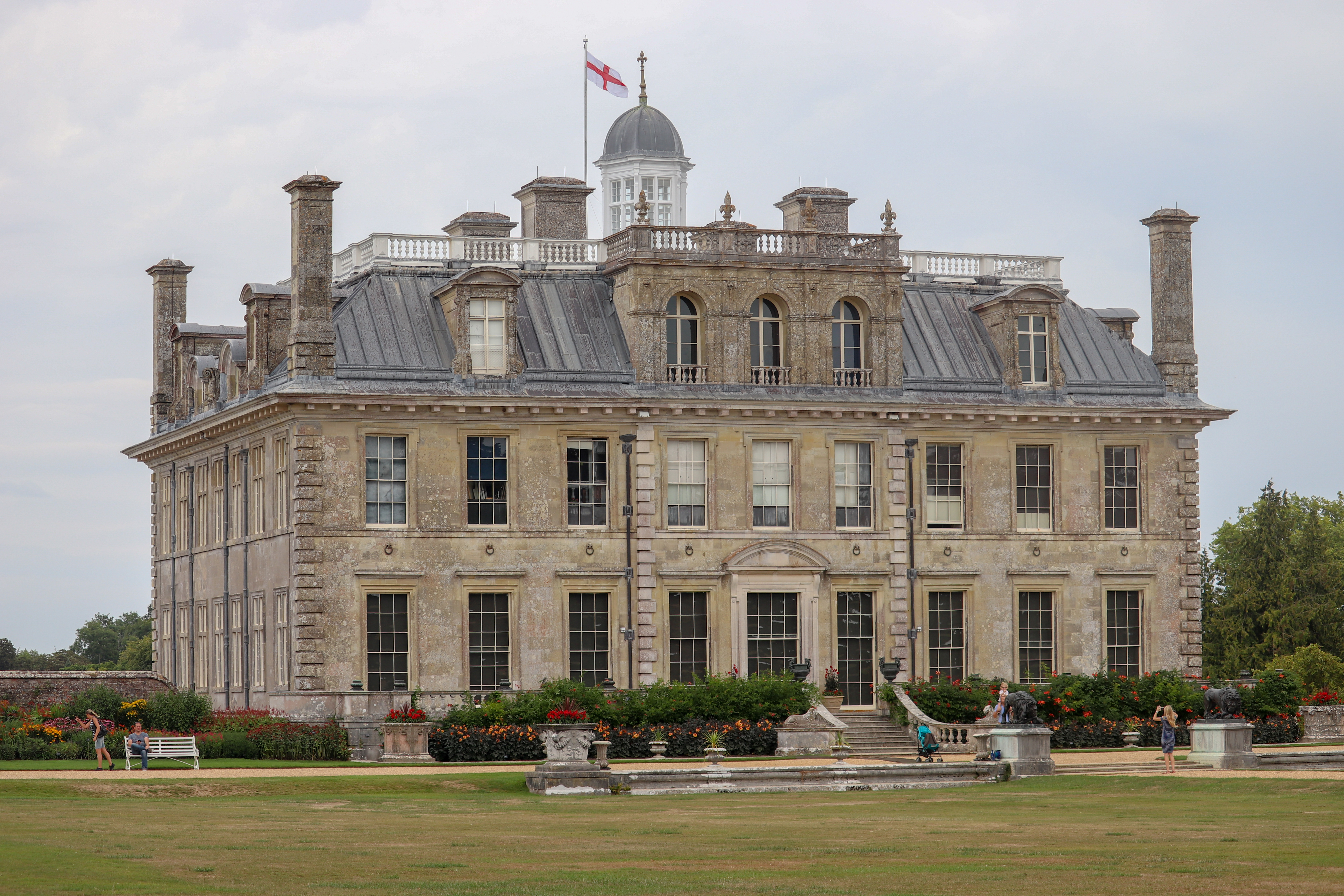
Kingston Lacy, um palácio rural construido por Pratt entre 1663 e 1665.

Entre as obras mais notáveis de sir Roger Pratt, encontram-se as suas participações em:
- Kingston Lacy
- Clarendon House